# Så stopper festen
Så stopper festen (deutsch Dann hört die Party auf) ist ein Jazzalbum der Formation Nacka Forum. Die um 2018/19 im Studio Moserobie, Stockholm entstandenen Aufnahmen erschienen am 24. Dezember 2019 auf Moserobie Music Production.

## Hintergrund

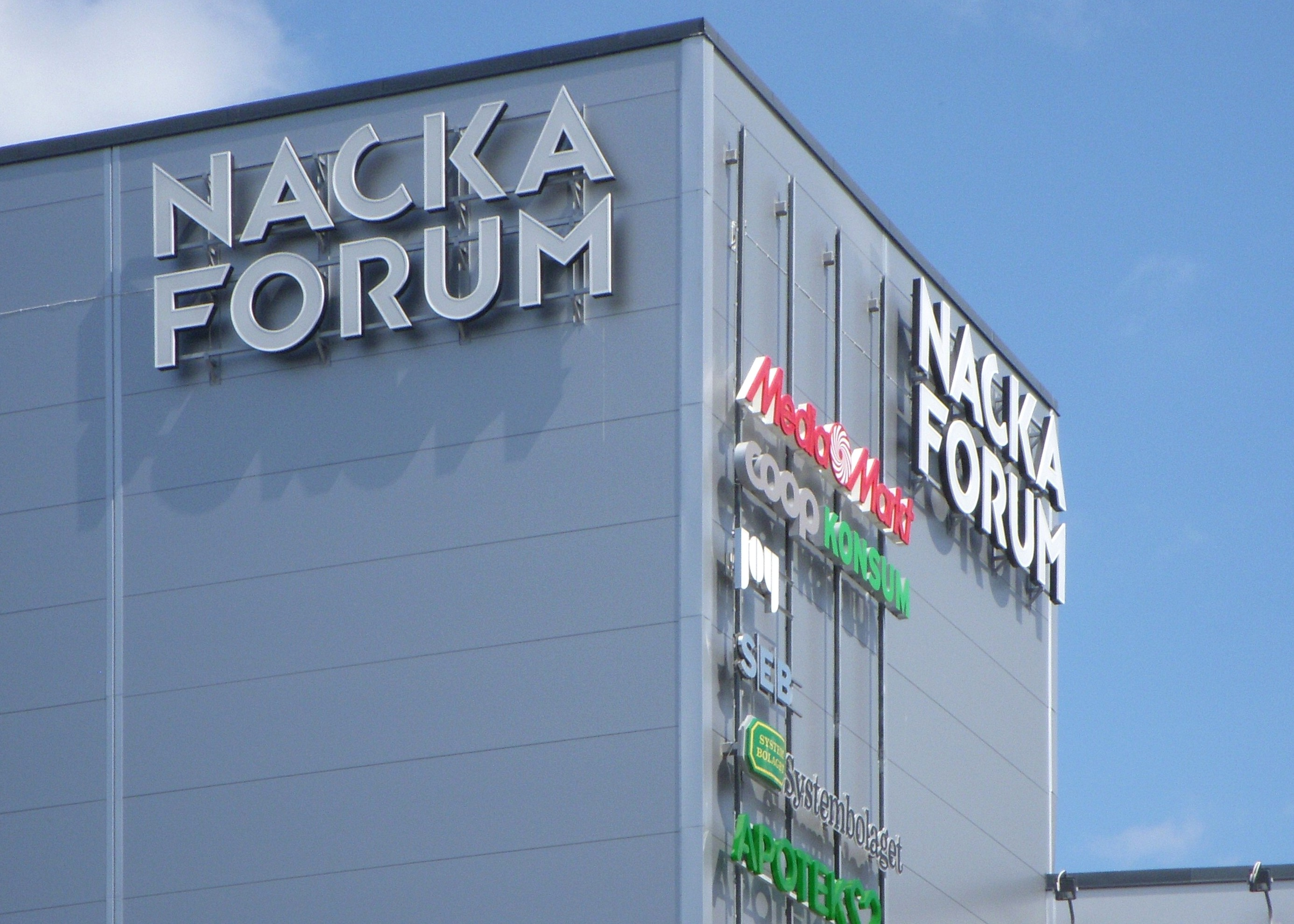
Das Nacka Forum in Stockholm

Das Nacka Forum, bekannt nach einem Einkaufszentrum in einem Vorort von Stockholm, praktiziert seit mehr als 20 Jahren eine etwas verrückte Art von Free Jazz, notierte Fred Grant. Alle vier Musiker seien wahrscheinlich besser für andere Projekte bekannt – Goran Kajfeš nimmt mit der Formation Oddjob auf, Jonas Kullhammar leitet sein Quartett und spielt mit Petter Eldhs Kamo Saxo, Johan Berthling ist Mitglied des Fire! Trio und des Fire! Orchestra um Mats Gustafsson, während Kresten Osgood (der für Kjell Nordeson in die Band kam) im Laufe seiner Karriere mit Musikern wie Steven Bernstein, Ran Blake, Paul Bley, Jerome Cooper, Oliver Lake und Sam Rivers aufgenommen hatte.

## Titelliste
- Nacka Forum: Så stopper festen (Moserobie Music Production MMPCD121)[3]

1. One, Two, Three O’Clock (Jonas Kullhammar) 6:08
2. Reboleira (Johan Berthling) 5:48
3. Tigray (Goran Kajfeš) 4:58
4. Big L (Kresten Osgood) 2:30
5. Epilog (Johan Berthling) 4:59
6. Gonglåt Från Orminge (Jonas Kullhammar) 6:44
7. OhSoGood (Jonas Kullhammar) 5:28
8. Haltefanden (Kresten Osgood) 2:51

## Rezeption
Trotz ihrer Langlebigkeit ist dies erst die sechste Veröffentlichung der Gruppe seit ihrem selbstbetitelten Debüt im Jahr 2002, schrieb Fred Grant im Jazz Journal, und die maßgeblichen Einflüsse von Ornette Coleman, Sun Ra und des Art Ensemble of Chicago seien in ihrem ausgereiften Stil immer noch zu hören. Så Stopper Festen, was übersetzt „So endet die Party“ bedeute, mag wie ein seltsamer Titel für eine Feier zum 20-jährigen Jubiläum erscheinen, aber er würde sehr gut zum spielerischen und gleichzeitig sachlichen Ansatz des Nacka Forums passen.
Niels Overgård (JazzNyt) bezeichnet Nacka Forum als die nordische Free-Jazz-Supergruppe. Hier würden vier gleichgesinnte Jazzmusiker mit viel Seele, Respekt, Wildheit, Spielfreude und einem Gespür für das kaum Vorhersehbare zusammentreffen. Sie teilten auch die Freude und Fähigkeit, Free Jazz zu spielen, der nach New York und den 1960er Jahren rieche, wenn er durch vier zeitgenössische nordische Köpfe und Körper gefiltert werde. Das Quartett habe einen großen Sinn für Abenteuer und Neugier. Wenn man den Titel des Albums ernst nimmt, „endet die Party erst, wenn das Album zu Ende ist.“